# Ius puniendi
In diritto penale lo ius puniendi è la situazione giuridica soggettiva attiva di cui è titolare lo stato nel rapporto giuridico che sorge tra lo stesso e l'autore di un reato in conseguenza di quest'ultimo.

## Concezioni

### Ius puniendicome diritto soggettivo
Il termine latino ius puniendi è letteralmente traducibile con 'diritto di punire', tuttavia è dibattuto in dottrina se si tratti di un vero e proprio diritto soggettivo. Chi sostiene la tesi affermativa vede nello ius puniendi il diritto dello Stato ad applicare la pena, al quale corrisponde un obbligo dell'autore del reato.
Secondo Karl Binding tale diritto alla pena nasce dalla trasformazione del diritto dello Stato ad essere obbedito dai cittadini, nel momento in cui viene leso da un'azione od omissione contraria alla norma primaria; il diritto dello Stato all'obbedienza va distinto dal diritto soggettivo, dello Stato o di altri soggetti, che la norma primaria è intesa a tutelare (ad esempio, il diritto di proprietà nel caso di una norma che vieta il furto).
Secondo Arturo Rocco, invece, il diritto soggettivo violato che si trasforma in ius puniendi non è un generico diritto all'obbedienza, ma il diritto all'obbedienza della specifica norma primaria che comanda o vieta un certo comportamento, riflesso dell'interesse dello Stato a conservare e difendere la propria esistenza, posta in pericolo dalla lesione o minaccia di un interesse, anche individuale, la cui tutela è condizione necessaria per la medesima. Rocco aggiunge che lo ius puniendi consiste in un diritto assoluto dello Stato sulla persona dell'autore del reato, il quale ha il correlato obbligo di assoggettarsi alla pena, e che l'oggetto del relativo rapporto giuridico consiste in quella restrizione della libertà o altro diritto che è la pena.

### Ius puniendicome potestà
Le critiche alla tesi dello ius puniendi come diritto soggettivo, avanzate da molti autori (ad esempio, Enrico Ferri e Francesco Antolisei), si appuntano sull'inadeguatezza di questa categoria a caratterizzare il rapporto tra stato e autore del reato. In alternativa è stata proposta per lo ius puniendi la natura di potestà attribuita a determinati organi dello Stato e, quindi, di potere-dovere; a fronte di tale potere il privato non si trova in una situazione soggettiva di obbligo ma di mera soggezione.
Analoga è la posizione di Hans Kelsen il quale, coerentemente con la sua impostazione teorica che riduce il diritto soggettivo a mero riflesso della norma che comanda o vieta e, quindi, del dovere da essa posto, sostiene che la norma penale impone al soggetto cui è diretta il dovere di tenere o non tenere il comportamento e, nello stesso momento, allo Stato il dovere di sanzionare il comportamento contrario; gli atti con i quali, in ottemperanza a quest'ultimo dovere, vengono applicate le sanzioni sono provvedimenti di organi dello Stato, in relazione ai quali prevale l'aspetto della funzione – quindi della potestà – su quello del diritto soggettivo.

## Posizioni filosofiche

### John Locke
Molti filosofi si sono espressi sulla titolarità del diritto di punire nel corso dei secoli. Possiamo vedere ad esempio la posizione di John Locke, filosofo del 17º secolo, sul "diritto di natura" che ritiene una forma di comunità sociale, egli immagina che in questo stato di natura esista già una sorta di diritto di punizione: 
''Nello stato di natura, un uomo consegue un potere su un altro; ma non il potere assoluto o arbitrario di disporne secondo le ire passionali o la stravaganza senza limiti della sua volontà, ma solo di punirlo secondo quanto detta una ragione e una coscienza pacata in misura proporzionale alla sua trasgressione, ovvero quanto serve come misura di riparazione e repressione.''
Riparazione e repressione sono le uniche due ragioni per cui un uomo può legittimamente nuocere ad un altro, che è ciò che si chiama punizione.
''Poiché questo è un delitto contro l’intera specie umana, e contro la sua pace e sicurezza, a cui la legge di natura ha provveduto, ciascuno perciò, in base al diritto che ha di conservare gli uomini in generale, può reprimere, o, se è necessario, distruggere ciò ch’è loro nocivo, e quindi può recare a chi ha trasgredito quella legge un male tale che possa indurlo a pentirsi d’averlo fatto, e perciò distoglier lui, e, sul suo esempio, altri, dal compiere il medesimo torto. In questo caso e su questo fondamento ognuno ha il diritto di punire gli offensori e rendersi esecutore della legge di natura''
Nello stato di natura ognuno ha il diritto di punire qualcuno, perché chi commette un crimine che entra in contraddizione con l'esercizio libero della ragione (la prima legge di natura) si sta automaticamente tirando fuori dalla comune umanità. Il diritto di punire si esercita nel libero esercizio tra l'offeso e colui che offende, secondo Locke, inoltre, il soggetto è capace di autoregolarsi. Dunque tutti noi, che dobbiamo provvedere alla sopravvivenza dell'umanità, abbiamo conseguentemente il diritto di punirlo. Per il principio di uguaglianza, tutti possono far osservare questa legge, nessuno infatti ha superiorità e giurisdizione assoluta o arbitraria sopra un altro. La naturale condizione umana non è per Locke, come per Hobbes, il "bellum omnium contra omnes"

### Cesare Beccaria
Una posizione opposta è esposta alcuni anni dopo da Cesare Beccaria (1738 – 1794) nel suo trattato ''Dei delitti e delle pene'' in cui affrontando il problema della legittimità di punire affermava che solo i governi avessero il diritto di punire coloro che in qualsiasi modo contravvengono a quanto stabilito dalle leggi, come affermavano gli illuministi. Per Beccaria tra il cittadino e lo Stato si stabilisce un "patto sociale" in base al quale ogni cittadino rinuncia a una parte della propria libertà per il raggiungimento di una felicità maggiore garantita a ciascuno dalle azioni dello Stato.

Uno standard di azione costante e fondamentale da parte di governi e legislatori deve essere l'utilità pratica generale della società nel suo insieme e non dei singoli individui. L'azione legislativa e  sanzionatoria deve tendere a impedire ai cittadini di arrecare danno alle comunità e a dissuadere gli stessi dal seguire il cattivo esempio del condannato.
''Ecco dunque sopra di che è fondato il diritto del sovrano di punire i delitti: sulla necessità di difendere il deposito della salute pubblica dalle usurpazioni particolari; e tanto più giuste sono le pene, quanto più sacra ed inviolabile è la sicurezza, e maggiore la libertà che il sovrano conserva ai sudditi.''
La società è vista come il risultato di un accordo tra uomini liberi che rinunciano a parte della loro libertà per una maggiore libertà. Queste libertà si uniscono per formare il Sovrano, nelle cui mani è tenuto il potere legale. Pertanto, la società, rappresentata dal monarca, ha il potere di punire coloro che violano le leggi in qualsiasi modo. Così, l'origine del diritto di punire deriva dalla necessità di difendere la sicurezza comune e il bene generale contro una particolare usurpazione. Lo scopo principale della sanzione è quello di difendere la legge, impedire che l'autore del reato commetta un nuovo danno e impedire che altri a loro volta ripetano lo stesso errore. Solo le leggi promulgate dal monarca hanno il potere di punire le persone.
''Consultiamo il cuore umano e in esso troveremo i principii fondamentali del vero diritto del sovrano di punire i delitti, poiché non è da sperarsi alcun vantaggio durevole dalla politica morale se ella non sia fondata su i sentimenti indelebili dell'uomo.''

### Georg Wilhelm Friedrich Hegel
Anche il filosofo tedesco Hegel (1770-1831) in alcuni dei suoi trattati affronta il tema del diritto di punire.
Il concetto di diritto in Hegel va considerato come l'insieme delle norme di una comunità, deve essere fatta una distinzione tra norme esplicite, cioè le leggi scritte del diritto positivo; e le norme implicite, cioè l’insieme delle leggi non scritte (tradizione). Il diritto, nelle sue due articolazioni appena viste, è razionale, poiché è espressione dell’Assoluto: ciò comporta che le leggi, come anche le costituzioni, non sono create a tavolino dall’umanità, ma si sono sviluppate nella storia come manifestazioni dello Spirito.
Il diritto si articola in 3 parti: proprietà, contratto e illecito o delitto.
Per Hegel il fondamento del diritto è la proprietà che, per essere riconosciuta tale dagli altri individui, necessita di un contratto. Se tale contratto viene violato si presenta la necessità di ripristinare il diritto attraverso la pena. Quest'ultima rappresenta una riaffermazione potenziata del diritto (tesi: diritto, antitesi: torto, sintesi: pena). La giustizia, in ogni caso, deve essere formativa e non vendicativa, deve quindi essere riconosciuta tale e interiorizzata dal criminale al fine di rieducarlo alla vita nella comunità.
Il Diritto si pone nei confronti dell’uomo come costrizione esterna, poiché le leggi, per essere rispettate, devono assumere la forma dell’autorità, cioè contratto e pena; ciò significa che il volere universale, l’Assoluto, è vissuto come esterno agli individui e assume la forma della necessità.

## Proporzionalità della pena
Il principio di proporzionalità della pena stabilisce come la punizione debba essere commisurata alla gravità del delitto commesso.

Questo principio compare per la prima volta nella Magna Charta, una carta reale dei diritti redatta dall'arcivescovo di Canterbury e accettata, il 15 giugno 1215 dal re Giovanni d'Inghilterra. All'articolo venti essa recita:
''Nessun uomo libero sia punito per un piccolo reato, se non con una pena adeguata al reato; e per un grave reato la pena dovrà essere proporzionata alla sua gravità senza privarlo dei mezzi di sussistenza; ugualmente i mercanti non saranno privati della loro mercanzia e allo stesso modo gli agricoltori dei loro utensili; e nessuna delle predette ammende sarà inflitta se non con il giuramento di uomini probi del vicinato''.
Si trattava di un notevole progresso rispetto a quanto stabilivano le legislazioni e gli usi del tempo che spesso consentivano di vendicarsi senza misura per i torti subiti tanto che lo stesso ''occhio per occhio, dente per dente'' presente nelle leggi ebraiche si può considerare una prima forma di proporzionalità della pena.
La proporzionalità della pena persegue anche l'intento di reinserire il colpevole nella società correggendo i suoi comportamenti senza costringerlo a commettere altri reati per sopravvivere e cercando di non ispirare al condannato sentimenti di ingiustizia e di vendetta.

Nell'opera di Cesare Beccaria ''Dei delitti e delle pene'' il tema viene sviluppato più approfonditamente: 
“Vi deve essere una proporzione tra i delitti e le pene […] Quelle pene dunque e quel metodo di infliggere deve esser prescelto che, serbata la proporzione, farà una impressione più efficace e più durevole sugli animi degli uomini, la meno tormentosa sul corpo del reo […]perché ogni pena non sia una violenza di uno o di molti contro un privato cittadino, dev'essere essenzialmente pubblica, pronta, necessaria, la minima delle possibili nelle date circostanze, proporzionata a’ delitti, dettata dalle leggi” (Cesare Beccaria, Dei delitti e delle pene, 1764)
Le riflessioni di Beccaria furono condivise e messe in pratica in primis dal granduca di Toscana che emanò una legge di riforma della legislazione criminale toscana, meglio nota come Codice leopoldino.
Emanato il 30 novembre 1786 dal granduca Pietro Leopoldo d'Asburgo  portò il Granducato di Toscana ad essere il primo Stato al mondo ad abolire formalmente la pena di morte.

Le finalità di reinserimento e rieducazione di chi viola la legge sono il principio ispiratore dell'articolo 27 della Costituzione Italiana promulgata nel 1947 che è alla base dell'attuale diritto penale italiano. L’articolo recita: 
''La responsabilità penale è personale. L'imputato non è considerato colpevole sino alla condanna definitiva. Le pene non possono consistere in trattamenti contrari al senso di umanità e devono tendere alla rieducazione del condannato. Non è ammessa la pena di morte.''
Si tratta di un'ulteriore evoluzione del principio di proporzionalità della pena che però non è di facile attuazione.

## Titolarità
Negli attuali ordinamenti giuridici titolare dello ius puniendi è soltanto lo Stato. Non è, però, sempre stato così: la situazione attuale, infatti, è il risultato di un processo evolutivo in esito il quale lo Stato ha affermato il monopolio dello ius puniendi nei confronti dei singoli consociati – ai quali è oggi vietato farsi giustizia da sé tramite la vendetta – e di altre istituzioni (come, ad esempio, i gruppi familiari).